# 林舟
林舟（1961年10月—），男，汉族，福建泉州人，中国正一派道士，曾任中国道教协会副会长，福建省道教协会会长。